# أول إنغر
أول إنغر (بالنرويجية البوكمول: Ole Enger)‏ هو شخصية أعمال وممثل نرويجي، ولد في 29 ديسمبر 1948 في أوسلو في النرويج، وتوفي في 26 أبريل 2014 بسبب سرطان.

## وصلات خارجية
- أول إنغر على موقع IMDb (الإنجليزية)
- أول إنغر على موقع قاعدة بيانات الفيلم (الإنجليزية)
- أول إنغر على موقع كينوبويسك (الروسية)